# Нью-йоркський український хор «Думка»
Український хор «Думка» з Нью-Йорка — український аматорський хор, заснований у Нью-Йорку 1949 року, присвячений світській та сакральній хоровій музиці України. Має мішаний хор та дитячий хор. Виступав переважно в Нью-Йорку, але також і в Європі.

## Історія
Нью-йоркський хор «Думка» був заснований 1949 року з метою «збереження та плекання багатої музичної спадщини України», як для церковних, так і для світських випадків. Спочатку цей хор був чоловічим хором українських іммігрантів, які збиралися, щоб співати улюблену музику. Першим музичним керівником був Л. Крушельницький. 1959 року колектив став змішаним хором.
Вони виступали у Нью-Йорку в таких залах, як Alice Tully Hall, Avery Fisher Hall, Brooklyn Academy of Music, Карнеґі-хол, Медісон-сквер-гарден, Собор Святого Патріка та Town Hall. Колектив гастролював у Центрі Кеннеді у Вашингтоні та в кількох європейських столицях. 1990 року хор уперше гастролював Україною, виступи відбулися у Києві, Львові, Полтаві та Каневі. Здійснив записи як церковної, так і світської музики.
6 жовтня 2019 року «Думка» відзначила своє 70-річчя в Гантерському коледжі під керівництвом музичного керівника та диригента Василя Гречинського. Мішаний хор виконував у першому відділенні переважно українські класичні хорові твори, а в завершальному — коротші українські народні пісні та гумористичні твори. У програмі також був «Бойовий гімн Республіки» американця українського походження Пітера Вільховського, автора англомовних слів до «Щедрика» Леонтовича. Хор виконав Va, pensiero Верді (Летіть, думки мої [на золотих крилах]) із Набукко, твором, написаним, коли італійські патріоти намагалися об'єднати свою країну, вільну від іноземного контролю. Також виступив дитячий хор, який об'єднує дітей різного віку та навчає їх українських народних пісень, естрадних композицій і релігійних творів.
26 лютого 2022 року, через два дні після початку російського вторгнення в Україну у 2022 році, український хор «Думка» з Нью-Йорка під керівництвом Василя Гречинського виконав український духовний гімн «Молитва за Україну» наживо в холодному початку випуску Saturday Night Live, який ведуть: колишній сценарист шоу Джон Малейні з музичним гостем LCD Soundsystem, стоячи за столом з обітними свічками, які були розташовані у вигляді слова «Kyiv».